# 舒茨山
69°46′S 159°16′E / 69.767°S 159.267°E
舒茨山（英語：Mount Schutz）是南極洲的山峰，位於奧次地，屬於威爾遜山的一部分，海拔高度1,260米，美國地質調查局根據測量和該國海軍的空中照片繪入地圖，現時由南極條約體系管理。